# 2 Tracka Dywizja Piechoty
2 Tracka Dywizja Piechoty (bułg. Втора пехотна тракийска дивизия) – bułgarski związek taktyczny  okresu Księstwa i Trzeciego Carstwa z lat 1892–1920.
Dywizja sformowana została w 1892. Wzięła udział w I i II wojnie bałkańskiej oraz w I wojnie światowej. W 1920 przeformowana w 2 Tracki pułk piechoty.

## Działania

### Wojny bałkańskie
Dywizja w czasie I wojny bałkańskiej walczyła jako samodzielny związek taktyczny, a w II wojnie bałkańskiej znalazła się w strukturach 4 Armii.
Napięte stosunki międzynarodowe na Bałkanach spowodowały, że car Bułgarii Ferdynand I 30 września 1912 ogłosił powszechną mobilizację. Po osiągnięciu gotowości do działań 2 Tracka DP została rozwinięta na zachód od Chaskowa i podzielona na dwa oddziały: „Rodopski” i „Chaskowski”. Jej zadaniem było wykonać pomocnicze natarcie na wojska tureckie we wschodnich Rodopach i przerwać biegnącą tam linię kolejową.
30 lipca 2013 w Bukareszcie rozpoczęły się rokowania pokojowe, a dzień później weszło w życie zawieszenie broni kończące II wojnę bałkańską. Po podpisaniu pokoju w Bukareszcie car Ferdynand I ogłosił demobilizację armii. Jednak w związku z utrzymującym się napięciem w stosunkach z Wysoką Portą, w połowie sierpnia 1913 dywizja została skoncentrowana na południowo-wschodnim odcinku granicy w ramach liczącego około 43 000 żołnierzy zgrupowania operacyjnego. Z chwilą podjęcia rozmów pokojowych z Imperium Osmańskim liczba ta stopniowo uległa redukcji. Ostatecznie w połowie grudnia proces ten zakończono, co umożliwiło powrót oddziałów dywizji do macierzystych garnizonów i ich demobilizację.

### I wojna światowa
W świetle narastającego zagrożenia wojennego na początku lipca 1914 w sztabie Armii Bułgarskiej rozpoczęto prace nad uaktualnieniem planów mobilizacyjnych. Ogłoszone w marcu 1915 wytyczne w sprawie mobilizacyjnego rozwinięcia jednostek przewidywały zmobilizowanie w dywizji sztabu, czterech pułków piechoty, dwóch rezerwowych pułków piechoty, dwóch pułków marszowych, dwóch pułków pospolitego ruszenia, pułku etapowego oraz pododdziałów zabezpieczenia. Pułk artylerii przechodził na etat dwupułkowej brygady artylerii. Do dywizji miał zostać także przydzielony batalion inżynieryjny. Pierwszym dniem mobilizacji był 24 września 1915. Po zmobilizowaniu dywizja w składzie 22 batalionów piechoty, szwadronu kawalerii i 18 baterii artylerii, wzmocniona 2 pułkiem łączności przewodowej i dwoma batalionami straży granicznej otrzymała zadanie obrony granicy z Grecją.
W związku z zagrożeniem, jakie powstało w wyniku wylądowania jesienią 1915 w Salonikach jednostek brytyjsko-francuskiego korpusu ekspedycyjnego, w Paraćinie odbyły się konsultacje między głównodowodzącym Armią Polową gen. Nikołą Żekowem i szefem sztabu Naczelnego Dowództwa Armii Niemieckiej gen. Erichem von Falkenhaynem. W ich wyniku 2 Tracka DP została przekazana do dyspozycji dowódcy 2 Armii gen. lejt. Todorowa, którego to zadaniem było zabezpieczenie południowego odcinka frontu od strony Grecji.
Na początku 1916, po konferencji w Niszu, dowództwo niemieckie wycofało gros swoich jednostek z Bałkanów, a wojska bułgarskie zostały rozmieszczone nad granicą grecką z zadaniem blokady oddziałów Ententy zgrupowanych w Salonikach. W centrum zgrupowania obronnego znajdowała się 11 Armia niemiecka w składzie niemieckiej 101 DP oraz trzech dywizji bułgarskich: 2 Trackiej, 5 Dunajskiej i 9 Plewneńskiej DP. Ogólne dowództwo nad 1 Armią bułgarską i 11 Armią niemiecką spoczywało w rękach niemieckiego feldmarszałka Augusta von Mackensena.
10 sierpnia, po trwającym dwa dni ostrzale artyleryjskim, wojska Ententy przeszły do działań zaczepnych na odcinku między rzeką Wardar a jez. Dojran. Mimo dużych strat, 2 BP ze składu 2 Trackiej DP odparła zarówno ten atak jak i kolejne natarcia prowadzone w dniach następnych. Sukces ten skłonił bułgarskie dowództwo do przeprowadzenia operacji zaczepnej siłami 1. i 2 Armii.
W lipcu 1919 skadrowano jeden pułk piechoty. W tym czasie dywizja posiadała trzy pułki piechoty (w tym jeden pułk skadrowany), pułk artylerii, batalion inżynieryjny, szpital polowy i kompanię intendencką.

## Struktura organizacyjna
W grudniu 1903, na mocy dekretów ks. Ferdynanda I, przystąpiono reorganizacji dywizji piechoty. W czasie pokoju dywizja piechoty składała się w tym czasie z dwóch brygad piechoty, pułku artylerii, batalionu inżynieryjnego, batalionu taborów i szpitala. W brygadzie piechoty znajdowały się dwa dwubatalionowe pułki piechoty z kompanią zabezpieczenia oraz plutonem ciężkich karabinów maszynowych, a pułk artylerii składał się z dwóch dywizjonów artylerii, każdy po dwie czterodziałowe baterie.
Stan w 1907:
- dowództwo dywizji – Płowdiw
- 1 Brygada – Płowdiw
  - 9 pułk piechoty – Płowdiw
  - 21 pułk piechoty – Asenowgrad
- 2 Brygada – Pazardżik
  - 27 Czepicki pułk piechoty – Pazardżik
  - 28 pułk piechoty – Karłowo
- 3 pułk artylerii – Płowdiw

Na wypadek wojny struktura dywizji zwiększała się (1912) do trzech brygad piechoty, a w miejsce pułku artylerii tworzona była dwupułkowa brygada artylerii. Etatowo dywizja posiadała 12 batalionów piechoty, batalion inżynieryjny i 8 baterii artylerii. Na jej uzbrojeniu znajdowało się 24 813 karabinów, 24 ciężkie karabiny maszynowe i 72 działa. Stan osobowy wynosił 858 oficerów, 42 urzędników wojskowych, 3455 podoficerów, 32 918 szeregowych i 7550 koni.